# Merfy

Merfy este o comună în departamentul Marne, Franța. În 2009 avea o populație de 648 de locuitori.